# Andrzej Łukasik (kontrabasista)
Andrzej Łukasik (ur. 1 września 1955 w Warszawie) – polski muzyk jazzowy, kontrabasista.

## Życiorys

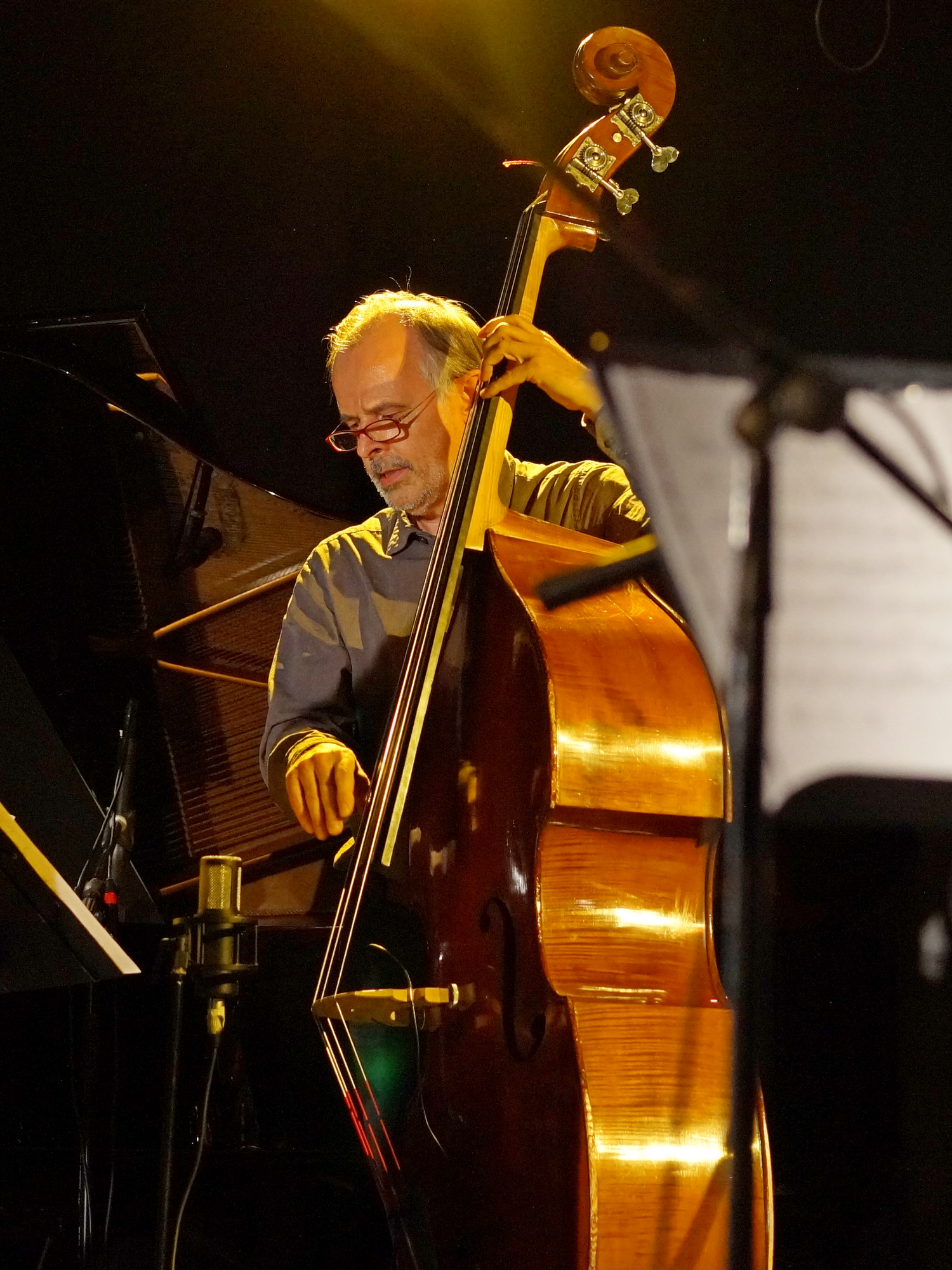
Andrzej Łukasik, Warszawa 2014

Absolwent Akademii Muzycznej im. Fryderyka Chopina w Warszawie, w klasie kontrabasu profesora Andrzeja Mysińskiego. Karierę muzyka jazzowego rozpoczął w 1978 r. w Kwintecie Kazimierza Jonkisza, w skład którego wchodzili również: Krzesimir Dębski, Andrzej Olejniczak i Janusz Skowron. Zespół w tym składzie nagrał płytę oraz uczestniczył w festiwalu Jazz Jamboree w 1980 roku. W pierwszej połowie lat 80. był stypendystą nagrody im. Krzysztofa Komedy. Razem z Krzysztofem Wolińskim zdobył w 1984 r. wyróżnienie na konkursie jazzowym w Hoeilaart w Belgii.
Współpracował z czołowymi przedstawicielami polskiej sceny jazzowej, m.in. Włodzimierzem Nahornym, Henrykiem Miśkiewiczem, Andrzejem Jagodzińskim, Tomaszem Szukalskim, Andrzejem Olejniczakiem, Pawłem Perlińskim, Robertem Majewskim, Januszem Skowronem, Maciejem Strzelczykiem, Krzesimirem Dębskim i Januszem Muniakiem.
Członek wielu formacji jazzowych, m.in. zespołów Włodzimierza Nahornego, Novi Singers, Kazimierza Jonkisza, Pawła Perlińskiego, Big Bandu PRiTV Andrzeja Trzaskowskiego, Project Grappelli, a także Warsaw Paris Jazz Quintet. Razem z Januszem Szromem i Andrzejem Jagodzińskim stworzyli zespół Straszni Panowie Trzej.
Współpracował także z artystami nie związanymi z muzyką jazzową, m.in. Krzysztofem Jakowiczem, Andrzejem Wróblem, Wojciechem Młynarskim, Jerzym Derflem, Krystyną Jandą, Joanną Trzepiecińską, Zbigniewem Zamachowskim, Piotrem Machalicą, Arturem Andrusem, Andrzejem Poniedzielskim oraz Bogdanem Loeblem.
Był także twórcą wielu projektów muzycznych, m.in.: trwającego 5 lat cyklu koncertów prowadzonych przez Artura Andrusa, pt. Jazz, Powidła, Lasy (później nazwanego Warszawskie Wieczory Jazzowe), prezentującego gwiazdy wokalistyki jazzowej (wśród gości występowali m.in. Ewa Bem, Lora Szafran, Iza Zając, Ewa Uryga, Andrzej Dąbrowski, Janusz Szrom, Marek Bałata, Krzysztof Kiljański, Marc Thomas, Miles Griffith, Monty Waters, Sibel Kose i wielu innych).
Od 1994 r. prowadzi firmę muzyczną Blue Note Agencja Artystyczna, zajmującą się organizacją koncertów i festiwali oraz produkcją płyt.
Dwa spośród jego albumów otrzymały status Złotej Płyty: Straszni Panowie Trzej oraz Pogadaj ze mną (oba w 2009 roku).

## Dyskografia

### Muzyka jazzowa
- 1980 – Tiritaka z Kwintetem Kazimierza Jonkisza – Polskie Nagrania
- 1982 – XYZ z Kwintetem Kazimierza Jonkisza – Polskie Nagrania
- 1984 – Purpurowa Bossa z zespołem Completorium – Polskie Nagrania
- 1984 – Jazz Hoeilaart – Rainbow, Belgia
- 1988 – Pryvilege z Marianną Wróblewską – Polskie Nagrania Muza
- 1991 – Obejmij mnie – Polskie Nagrania
- 1995 – Jobim z Maciejem Strzelczykiem – Polonia Records
- 1997 – Kolędy z Marzeną Ślusarską – Polonia Records
- 1999 – Suita na wiolonczelę i trio jazzowe z Andrzejem Wróblem – Acte Prealable
- 2006 – Straszni Panowie Trzej z Januszem Szromem i Andrzejem Jagodzińskim – Agora
- 2007 – Cicho, cicho pastuszkowie z Włodzimierzem Nahornym – Blue Note Agencja Artystyczna
- 2008 – Project Grappelli – Agora
- 2008 – Pogadaj ze Mną – Agora
- 2010 – Chopin Symphony Jazz Project z Warsaw Paris Jazz Quintet – Blue Note Agencja Artystyczna
- 2014 – Straszni Panowie Trzej 2 z Januszem Szromem i Andrzejem Jagodzińskim – Blue Note

### Inne nagrania
- 1980 – Nasza Basia Kochana – Polskie Nagrania
- 1986 – Edyta Geppert Recital-Live – Pronit
- 1989 – Gdzie się podziały tamte prywatki – Polskie Nagrania
- 1995 – Róbmy Swoje’95 – Polskie Nagrania
- 1996 – Młynarski Recital ‘71 – Polskie Nagrania
- 1996 – Nobel '96 – Wisława Szymborska – Uniwersal Music
- 1996 – Łucja Prus – Piosenki, Wisława Szymborska – Wiersze – Acord
- 2007 – Ryś – EMI Music Poland

### Jako producent
- 2006 – Straszni Panowie Trzej
- 2007 – Cicho, cicho pastuszkowie,
- 2008 – Project Grappelli
- 2008 – Pogadaj ze Mną
- 2009 – Chopin/Jagodziński Sonata b-moll
- 2010 – Chopin Symphony Jazz Project
- 2014 – Straszni Panowie Trzej 2 z Januszem Szromem i Andrzejem Jagodzińskim – Blue Note

## Działalność filmowa i teatralna

### Kompozytor muzyki
- 1996 – Tajny Detektyw

### Wykonanie muzyki
- 1989 – Deja vu
- 1994 – Oczy Niebieskie
- 1996 – Tajny Detektyw
- 1998 – Milena
- 1998 – Dokument Podróży
- 2000 – Kamienica na Nalewkach
- 2001 – Poranek kojota
- 2003 – Magiczna gwiazda
- 2007 – Ryś

### Obsada
- 1996 – Pułkownik Kwiatkowski
- 2001 – Poranek kojota
- 2003 – Tygrysy Europy